# Zorocrates fuscus
Zorocrates fuscus o araña de casa o falsa araña lobo es un arácnido, perteneciente a la familia Zorocratidae, del orden Araneae. Esta especie fue descrita por Simon en 1888.

## Nombre común
- Español: araña de casa, falsa araña lobo.

## Clasificación y descripción de la especie
Es una araña perteneciente a la familia Zorocratidae, del orden Araneae. El color del cefalotórax es café claro, mientras que el opistosoma es color gris pardo, las patas son de color café claro en la parte pegada al cuerpo, mientras que en la parte final se oscurecen. Presentan ocho ojos, acomodados en dos hileras, la superior normalmente derecha y la inferior un poco curvada. El cuerpo es corto, con una talla que varía de los 0.5 a los 1.5 cm. Las patas son progradas y ligeramente alargadas. El abdomen es alargado y oval, mientras que el cefalotórax es ovalado. No es considerada como peligrosa para el ser humano, aunque en algunas ocasiones llega a confundirse con la araña de rincón Loxosceles sp., la principal diferencia a simple vista, es la falta del “violín” marcado en el carapacho y lo grueso de las patas. 

## Distribución de la especie
Esta especie es endémica de México y se encuentra en la parte centro y sur del país.

## Ambiente terrestre
Se le ha relacionado con viviendas, considerándose común dentro de la aracnofauna presente en las zonas urbanas. Su tela es irregular, y es fácil observarlas cerca de su madriguera.

## Estado de conservación
Esta araña no se encuentra dentro de alguna categoría de riesgo en las normas nacionales e internacionales.